# Przedział (Karkonosze)
Przedział (niem. Scheitberg, 1068 m n.p.m.) – szczyt w Karkonoszach, w obrębie Śląskiego Grzbietu.
Wybitny, kopulasty szczyt w północno-zachodniej części Śląskiego Grzbietu, w bocznym grzbiecie odchodzącym od Mumlawskiego Wierchu ku północy. Grzbiet ten od Przedziału skręca na zachód i kończy się Babińcem.
Od wschodu opada do głębokiej doliny Kamieńczyka, od północy do doliny Kamiennej, na północnym zachodzie płyną dwa niewielkie dopływy Kamiennej: Owczy Potok i Kulik, natomiast od zachodu rozciąga się szeroka i podmokła, zatorfiona dolina górnej Kamiennej.
Zbudowany z granitu karkonoskiego. Na grzbiecie biegnącym w stronę Babińca znajduje się kilka grup skalnych, m.in. tuż za Rozdrożem pod Przedziałem zgrupowanie Owcze Skały, na równolegóym, krótkim grzbieciku Skalna Brama i skupisko skałek na zboczu.
Cały masyw porośnięty lasem.

## Szlaki turystyczne
Na zachód od szczytu biegnie szlak turystyczny:
- zielony z Jakuszyc na Halę Szrenicką